# Baranya

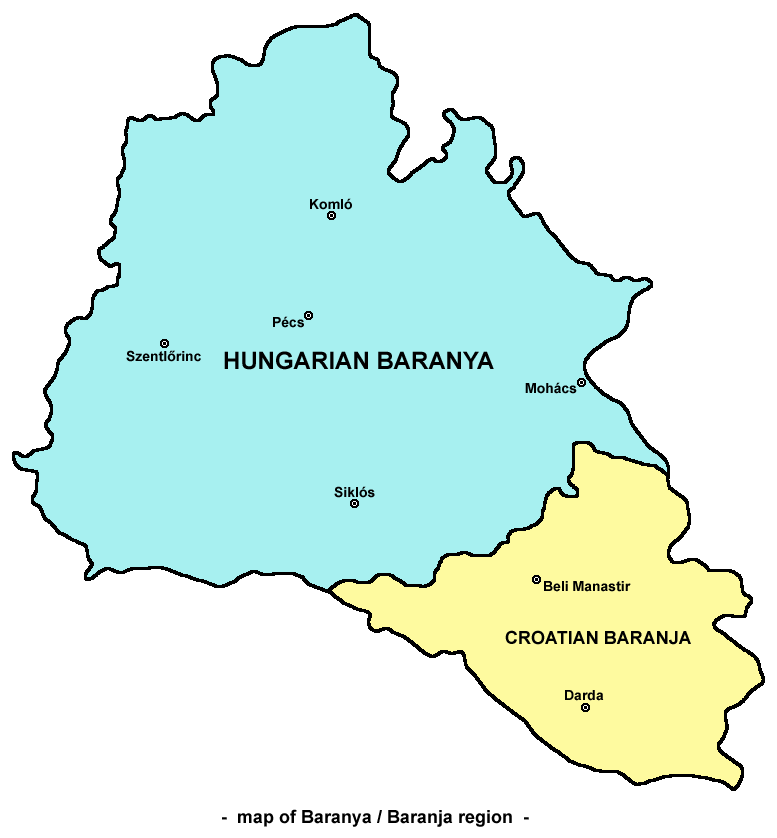
Mapa de la región de Baranya. En azul la parte correspondiente a Hungría, y en amarillo la perteneciente a Croacia.

Baranya o Baraña (en serbocroata: Baranja, Барања; en húngaro: Baranya; en alemán: Branau) es una región geográfica entre los ríos Danubio y Drava. Su territorio se divide entre Hungría y Croacia. En Hungría, la región pertenece al Condado de Baranya, mientras que en Croacia, se incluye en el Condado de Osijek-Baranya.

## Baranya húngara

Condado de Baranya, en Hungría.

Baranya es un condado administrativo (en húngaro: vármegye) situado en la región de Baranya, al sur de Hungría. Ya existía en el antiguo Reino de Hungría. Comparte fronteras con Croacia y los condados de Somogy, Tolna y Bács-Kiskun. El río Drava lo circunda por el sur y el Danubio por el este. La capital es Pécs.

### Estructura regional
Pécs se sitúa entre las cinco ciudades más pobladas de Hungría y concentra la mayor parte de la población. El resto vive en torno a ella y sólo un 22% en pueblos de menos de 1000 habitantes.

### Condados urbanos
- Pécs

### Poblaciones principales

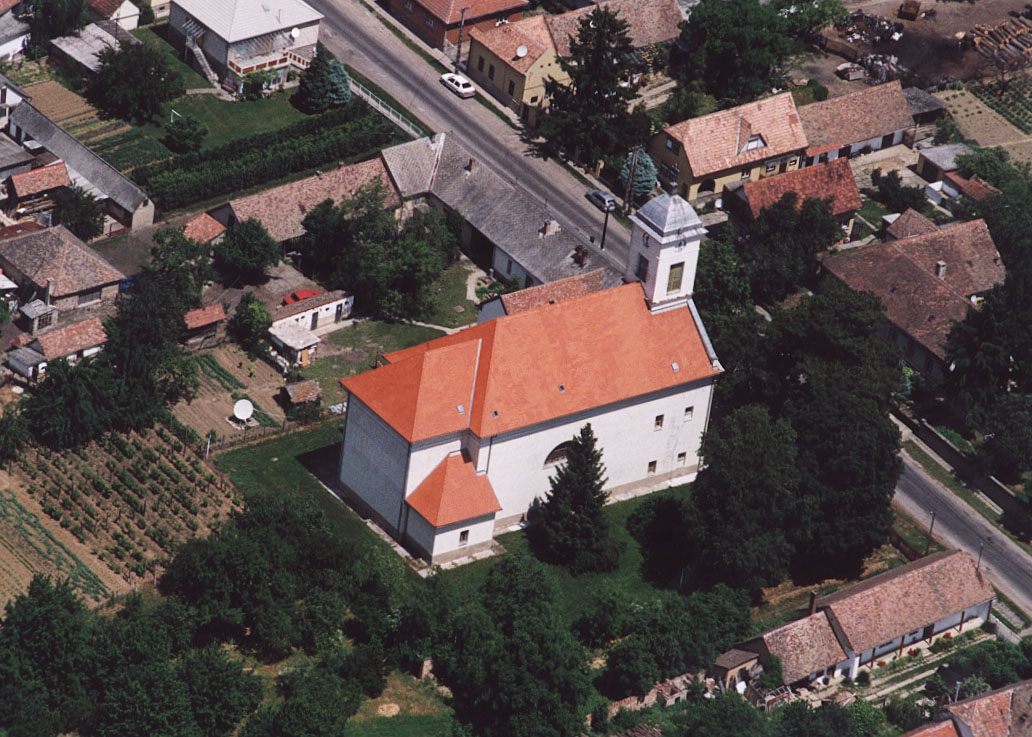
Hosszúhetény, vista aérea.

Ordenadas según el censo de población del año 2001:
- Komló (27.462)
- Mohács (19.085)
- Szigetvár (11.492)
- Siklós (10.384)
- Szentlőrinc (7.265)
- Pécsvárad (4.104)
- Bóly (3.715)
- Sásd (3.570)
- Harkány (3.519)
- Sellye (3.248)
- Villány (2.793)

## Baranya croata

Condado de Osijek-Baranya en Croacia.

En Croacia, el territorio de la región es administrado por el Condado de Osijek-Baranya. Las ciudades principales y número de habitantes son las siguientes:
- Beli Manastir (10,986)
- Darda (7,062)
- Bilje (5,480)
- Kneževi Vinogradi (5,186)
- Draž (3,356)
- Čeminac (2,856)
- Petlovac (2,743)
- Jagodnjak (2,537)
- Popovac (2,427)